# In My Life (альбом Джуди Коллинз)
In My Life — пятый студийный альбом американской певицы Джуди Коллинз, выпущенный в ноябре 1966 года на лейбле Elektra Records.

## Об альбоме
Аранжировщиком альбома стал Джошуа Рифкин, многим песням на альбоме он написал более сложные аранжировки, чем на предыдущих работах Коллинз, которые представляли собой традиционную фолк-музыку. На альбоме можно найти кавер-версии песен Леонарда Коэна, The Beatles, Боба Дилана и Ричарда Фариньи. Версия песни Коллинз «Suzanne» считается той записью, которая впервые познакомила широкую аудиторию с музыкой Леонарда Коэна.
Альбом попал в чарт Billboard Top LPs, добравшись в 1967 году до 46 позицию, а в 1970 году Американская ассоциация звукозаписывающих компаний присвоила альбому золотую сертификацию.

## Отзывы критиков
| Оценки критиков               | Оценки критиков |
| Источник                      | Оценка          |
| ----------------------------- | --------------- |
| AllMusic                      | [ 3 ]           |
| Encyclopedia of Popular Music | [ 4 ]           |
| The Rolling Stone Album Guide | [ 5 ]           |

В своём обзоре для Уильям Рульманн AllMusic заявил, что данный альбом стал прорывом для Коллинз как для артистки. Он отметил хорошо подобранный материал, совершенные аранжировки и вокал певицы — одновременно успокаивающий и волнующий, но всегда отлично сочетающийся с мелодией. В итоге он поставил альбому четыре с половиной звезды из пяти возможных. Пол Эванс из The Rolling Stone Album Guide заявил, что аранжировки великолепны и искусны, а выбор песен демонстрирует настоящие амбиции певицы.

## Список композиций
| №  | Название            | Автор(ы)                                    | Длительность |
| -- | ------------------- | ------------------------------------------- | ------------ |
| 1. | «Tom Thumb’s Blues» | Боб Дилан                                   | 5:03         |
| 2. | «Hard Lovin’ Loser» | Ричард Фаринья                              | 2:37         |
| 3. | «Pirate Jenny»      | Марк Блинцстейн, Бертольт Брехт, Курт Вайль | 4:02         |
| 4. | «Suzanne»           | Леонард Коэн                                | 4:21         |
| 5. | «La Colombe»        | Жак Брель, Аласдэр Клайр                    | 5:03         |

| №  | Название                           | Автор(ы)                   | Длительность |
| -- | ---------------------------------- | -------------------------- | ------------ |
| 1. | «Marat/Sade»                       | Ричард Писл                | 5:33         |
| 2. | «I Think It’s Going to Rain Today» | Рэнди Ньюман               | 2:46         |
| 3. | «Sunny Goodge Street»              | Донован                    | 2:55         |
| 4. | «Liverpool Lullaby»                | Стэн Келли                 | 2:57         |
| 5. | «Dress Rehearsal Rag»              | Леонард Коэн               | 5:19         |
| 6. | «In My Life»                       | Джон Леннон, Пол Маккартни | 2:53         |

## Чарты
| Чарт (1966-67)      | Высшая позиция |
| ------------------- | -------------- |
| США (Billboard 200) | 46             |

## Сертификации и продажи
| Регион                                                      | Сертификация | Продажи  |
| ----------------------------------------------------------- | ------------ | -------- |
| США (RIAA)                                                  | Золотой      | 500 000^ |
| ^ Данные о тиражах приведены только на основе сертификации. |              |          |